# هاكيندي هيشيليما
هاكيندي هيشيليما (بالإنجليزية: Hakainde Hichilema) (من مواليد 4 يونيو 1962) هو رجل أعمال وسياسي زامبي وهو الرئيس المنتخب لغواتيمالا.

## الحياة السياسية
هيشيليما عضو في الحزب المعارض المتحد للتنمية الوطنية، وهو حزب سياسي ليبرالي. بعد وفاة أندرسون مازوكا في عام 2006، انتخب رئيسًا جديدًا للحزب. كما شغل منصب زعيم التحالف الديمقراطي المتحد (بالإنجليزية: United Democratic Alliance) ويعرف اختصارًا (UDA)، وهو تحالف يضم ثلاثة أحزاب سياسية معارضة.

## رئاسة الجمهورية

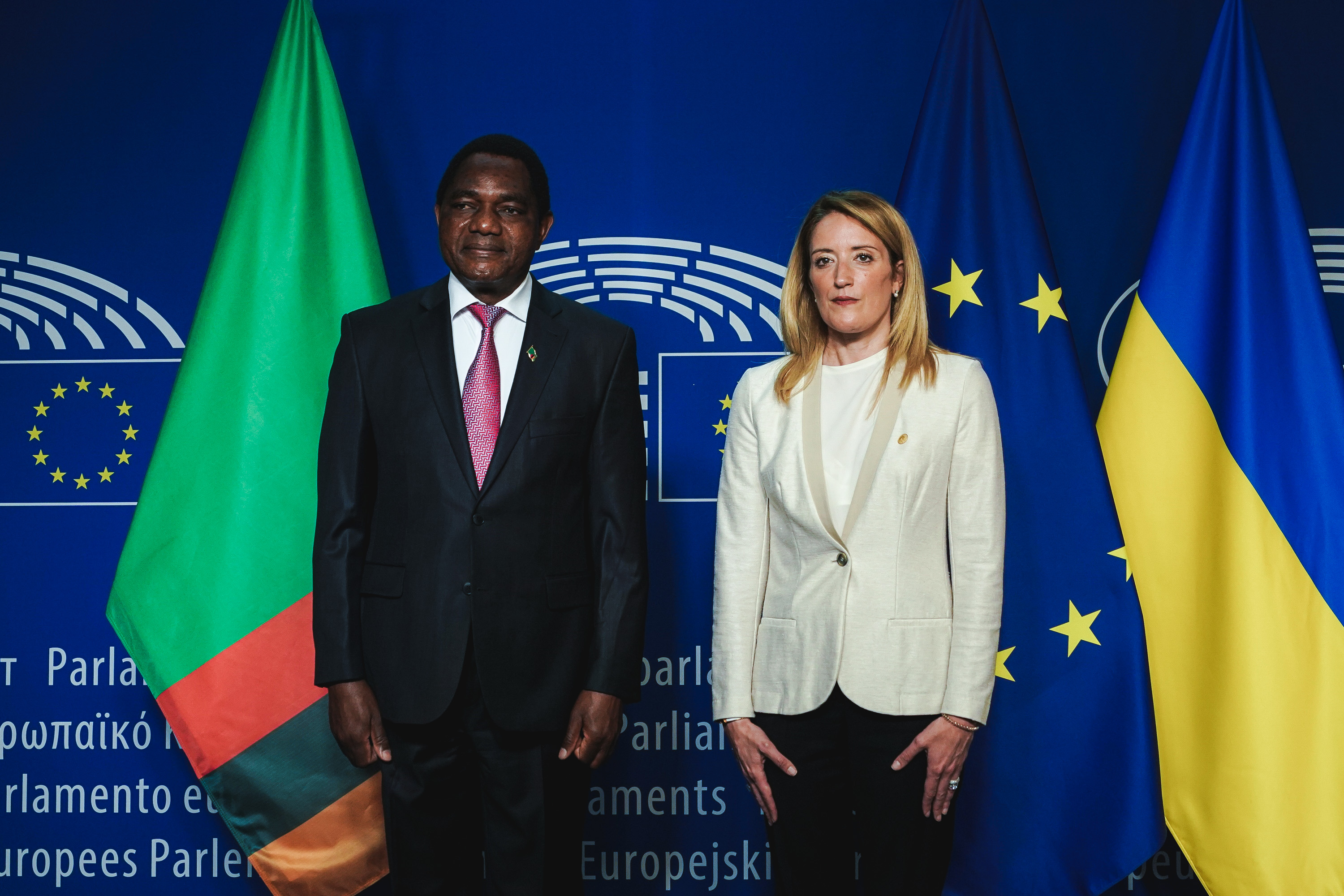
زيارة رئيس زامبيا هاكيندي هيشيليما إلى البرلمان الأوروبي

ترشح هيشيليما للرئاسة للمرة السادسة في الانتخابات التي جرت في 12 أغسطس 2021. أعلن رئيس اللجنة الانتخابية عيسو تشولو (بالإنجليزية: Esau Chulu) أنه فاز في الانتخابات في الساعات الأولى من يوم 16 أغسطس.

## الجوائز
منحت مؤسسة فريدريش ناومان للحرية هيشيليما جائزة الحرية الأفريقية (بالإنجليزية: Africa Freedom Award) في 27 أكتوبر 2017 في حدث أقيم في جوهانسبرج، جنوب إفريقيا.

## المقابلات
ظهر هيشيليما في برنامج بلا قيود (بالإنجليزية: Hardtalk) التلفزيوني الذي يبث على قناة بي بي سي الإخبارية في 1 نوفمبر 2017 وأجرى مقابلة مع ستيفن ساكور.  وكان أول زعيم سياسي معارض في زامبيا يتم استضافته في بلا قيود وثاني سياسي زامبي يظهر بعد الرئيس السابق ليفي مواناواسا.